# Matsucoccus feytaudi
Matsucoccus feytaudi är en insektsart som beskrevs av Ducasse 1941. Matsucoccus feytaudi ingår i släktet Matsucoccus och familjen pärlsköldlöss. Inga underarter finns listade i Catalogue of Life.